# (35631) 1998 KL24
1998 KL24 (asteroide 35631) é um asteroide da cintura principal. Possui uma excentricidade de 0.09429500 e uma inclinação de 10.96741º.
Este asteroide foi descoberto no dia 22 de maio de 1998 por LINEAR em Socorro.